# Исток (Красноярский край)
Исток — поселок в Сухобузимском районе Красноярского края. Входит в состав Атамановского сельсовета.

## История
В 1976 году Указом Президиума ВС РСФСР поселок отделения № 4 совхоза «Таежный» переименован в Исток.

## Население
| 2010 |
| ---- |
| 213  |